# Boisroger
Boisroger – miejscowość i dawna gmina we Francji, w regionie Normandia, w departamencie Manche. W 2013 roku jej populacja wynosiła 232 mieszkańców. 
1 stycznia 2016 roku połączono dwie wcześniejsze gminy: Gouville-sur-Mer oraz Boisroger. Siedzibą gminy została miejscowość Gouville-sur-Mer, a nowa gmina przyjęła jej nazwę. 